# (35182) 1993 US1
1993 US1 (asteroide 35182) é um asteroide da cintura principal. Possui uma excentricidade de 0.16657360 e uma inclinação de 4.47644º.
Este asteroide foi descoberto no dia 20 de outubro de 1993 por Spacewatch em Kitt Peak.